# Света Петка (Куново)
Вижте пояснителната страница за други значения на Света Петка.
„Света Петка“ (на македонска литературна норма: „Света Петка“) е възрожденска църква в гостиварското село Куново, Северна Македония, част от Тетовско-Гостиварската епархия на Македонската православна църква – Охридска архиепископия. Църквата е изградена в XVIII век върху руините на опожарена манастирска църква. Разположена е в полето южно от селото.